# Список маяков Литвы
В Литве расположены 7 маяков, построенных в XVIII—XX веках, которые включены в реестре культурных ценностей страны. Маяки расположены на западном побережье страны, которое простирается вдоль Балтийского моря, Куршского залива и дельты Немана. Все литовские маяки открыты и доступны для публики.

## Список
| Вид | Название           | Место расположения                                          | Акватория       | Высота | Дата открытия       | Координаты                      |
| --- | ------------------ | ----------------------------------------------------------- | --------------- | ------ | ------------------- | ------------------------------- |
|     | Клайпедский маяк   | Клайпеда, Клайпедский уезд                                  | Балтийское море | 40 м   | 1953 год (1796 год) | 55°43′40″ с. ш. 21°05′44″ в. д. |
|     | Маяк мыса Вянте    | мыс Вянте, Кинтайское староство, Шилутский район            | Куршский залив  | 11 м   | 1863 год (1837 год) | 55°20′28″ с. ш. 21°11′24″ в. д. |
|     | Нидский маяк       | Куршская коса, посёлок Нида, Нерингское самоуправление      | Балтийское море | 29,3 м | 1945 год (1874 год) | 55°18′18″ с. ш. 20°59′44″ в. д. |
|     | Пярвалкский маяк   | насыпной остров около восточного побережья Куршской косы    | Куршский залив  | 14 м   | 1960 год (1900 год) | 55°25′11″ с. ш. 21°06′54″ в. д. |
|     | Уостадварский маяк | остров Русне, деревня Уостадварис, Руснеское староство      | Куршский залив  | 18 м   | 1876 год            | 55°20′39″ с. ш. 21°17′29″ в. д. |
|     | Швянтойский маяк   | Швянтойи, Палангское городское самоуправление               | Балтийское море | 39 м   | 1957 год            | 56°01′31″ с. ш. 21°04′56″ в. д. |
|     | Юодкрантский маяк  | Куршская коса, посёлок Юодкранте, Нерингское самоуправление | Балтийское море | 20 м   | 1950 год            | 55°33′24″ с. ш. 21°06′56″ в. д. |

## Карта
| Маяки Литвы                                                                      |
| -------------------------------------------------------------------------------- |
| Клайпедский мыс Вянте Нидский Пярвалкский Уостадварский Швянтойский Юодкрантский |